# آمرندورف
 آمرن دورف دهکده ای در شهرستان فورت، در ایالت بایرن آلمان است.